# Alessandro Gogna
Alessandro Gogna (Genova, 29 luglio 1946) è un alpinista, guida alpina e storico dell’alpinismo italiano.

## Biografia
Partito dalle pareti delle Alpi Liguri e delle Dolomiti, passando per le montagne di tutto il mondo e scalando in tutti gli ambienti, è autore di numerose prime ascensioni nelle Alpi e negli Appennini.
È stato fondatore di Mountain Wilderness, di cui è tra i garanti Gogna è autore di conferenze, articoli e libri sul tema della montagna e dell'alpinismo. Ha vinto il Premio Bancarella Sport nel 1981 insieme a Reinhold Messner, grazie al libro K2.
Ha ideato alcune iniziative ambientali, come Marmolada Pulita, Free K2, Proteggi il Bianco, Aquila Verde, Save the Glaciers, Levissima forEverest, Bonifica CAI del Ghiacciaio del Baltoro. 
Da sempre vicino alle posizioni vicine ai No Cav, nel 2014 ha sottoscritto l'appello contro le cave in difesa del Pizzo d'Uccello (Alpi Apuane).

## Principali scalate
- 1967: Scarason (Alpi Liguri), parete NE, prima ascensione
- 1968: Pizzo Badile, parete NE, via Cassin, prima invernale
- 1968: Grandes Jorasses, parete N, via Cassin, prima solitaria
- 1969: Grand Capucin, parete SE, Diretta dei Ragni, prima invernale
- 1969: Monte Rosa, parete E di Macugnaga, via dei Francesi, prima solitaria
- 1969: Cervino, prima ascensione del Naso di Z’Mutt
- 1970: Grivola, parete NE, via Cretier, prima invernale
- 1970: IIa Pala di S. Lucano, parete SW, prima ascensione
- 1970: Marmolada di Rocca, parete S, prima ascensione via diretta
- 1971: Pilier d'Angle, per cresta integrale di Peutérey, prima invernale
- 1971: Cima di Terranova (Civetta), parete NW, via diretta, prima ascensione
- 1972: IIIa Pala di San Lucano, parete S, prima ascensione
- 1972: Brenta Alta, spigolo NE, prima ascensione
- 1972: Grandes Jorasses, parete S, prima ascensione
- 1972: Aiguille de Leschaux, parete NE, via diretta, prima ascensione
- 1974: IIa Pala di San Lucano, parete E, prima ascensione
- 1974: IVa Pala di San Lucano, parete S, prima ascensione
- 1974: Campanile dei Zoldani (Moiazza), parete W, via diretta, prima ascensione
- 1974: Palazza (Monti del Sole), parete SW, prima ascensione
- 1981: Guglia di Goloritzé, prima ascensione assoluta
- 1981: Monte Còfano (Sicilia), cresta Vistammare, prima ascensione
- 1981: Monte Monaco (Sicilia), via "sballo di San Vito", prima ascensione
- 1981: Pizzo Monaco (Sicilia), via "pace di Chiostro", prima ascensione
- 1981: Monte Gallo (Sicilia), via "il canto del Gallo", prima ascensione
- 1981: Pizzo Grotta Màscoli (Sicilia), via "pericolo aereo", prima ascensione
- 1981: Rocca Busabra (Sicilia), via "vuoto a perdere", prima ascensione
- 1984: Liss dal Pesgunfi (Val Màsino), parete E, prima ascensione
- 2005: Cima di Pino Sud (Col Nudo), parete E, prima ascensione

## Spedizioni
- 1973: Annapurna I, sperone NW, tentativo
- 1975: Lhotse, parete S, tentativo[14]
- 1978: El Capitan (California), via Salathé, prima ascensione italiana[15]
- 1979: K2, sperone degli Abruzzi

## Opere
- Gogna, A., Grandes Jorasses Sperone Walker (Tamari, Nordpress, 1999)[16]
- Gogna, A., Un alpinismo di ricerca (Dall'Oglio, 1975)
- Gogna, A. Reinhold Messner, K2 (De Agostini, 1980)[17]
- Gogna, A., La parete (Zanichelli, 1981)
- Gogna, A., Cento nuovi mattini (Zanichelli, 1981)
- Gogna, A., Mezzogiorno di pietra (Zanichelli, 1982)
- Gogna, A., Rock story (Edizioni Melograno, 1983)
- Gogna, A., Cento pareti di ghiaccio nelle Alpi (Zanichelli, 1984)
- Gogna, A., A piedi in Valtellina (De Agostini, 1984)
- Gogna, A., Dal Pizzo Badile al Bernina (Zanichelli, 1986)
- Gogna, A., Sentieri verticali (Zanichelli, 1987)
- Gogna, A., Pensare la wilderness. Orizzonte selvaggio dell'anima (Fondazione Enrico Monti, 1999)
- Gogna, A., Mesolcina - Spluga (CAI - TCI, 1999)
- Gogna, A., K2. Uomini. Esplorazioni. Imprese[18][19]
- Gogna, A., I Grandi Spazi delle Alpi (collana di 8 volumi)[20][21]
- Gogna, A., Le Montagne più belle (11 volumi), La Stampa - Priuli&Verlucca, 2006 e 2008[22]
- Gogna, A., La verità obliqua di Severino Casara (con Italo Zandonella, Priuli&Verlucca, 2009)[23][24]
- Gogna, A., Insieme in vetta (con Alessandra Raggio, Mondadori, 2014)[25]
- Gogna, A., Visione verticale. La grande avventura dell'alpinismo (Laterza, 2020)